# Benzoxoni chloride
Benzoxoni chloride (Absonal) là một chất khử trùng và tẩy uế.